# Masahiro Wakatani
Masahiro Wakatani (jap. 若谷 誠宏, Wakatani Masahiro; * 15. Mai 1945 in der Präfektur Osaka; † 9. Januar 2003 in der Stadt Nara) war ein japanischer Plasmaphysiker.
Wakatani studierte an der Universität Kyōto mit dem Bachelorabschluss 1968 und dem Masterabschluss in Kerntechnik 1970. Danach wurde er 1973 in Elektrotechnik bei Ryohei Itatani promoviert, mit einer Arbeit über die Theorie von toroidalen Pinch-Anordnungen (Magnetohydrodynamic equilibrium and stability of toroidal pinches). Als Post-Doktorand war er bis 1976 am japanischen Kernenergie-Forschungsinstitut (Japan Atomic Energy Research Institute) in der Abteilung Kernfusion und bis 1978 in der Abteilung Plasmaphysik der Universität Nagoya. Ab 1978 leitete er die Theorieabteilung im Heliotron E Experiment. 1978 wurde er Assistenzprofessor und 1985 erhielt er eine volle Professur am Labor für Plasmaphysik der Universität Kyoto. 1996 wechselte er auf eine Professur in der Fakultät für Energieforschung und Kerntechnik. Er starb mit 57 Jahren an einer Gehirnblutung.
Wakatani war ein international führender theoretischer Plasmaphysiker. Er ist bekannt für Arbeiten in nichtlinearer Magnetohydrodynamik (MHD), Driftwellen-Instabilitäten, Stellaratoren und Dynamik von Ionen-Temperaturgradient-Moden. Er befasste sich insbesondere mit Heliotron Experimenten (Stellaratoren mit spiralförmig (helikal) verdrehtem Magnetfeld) und entwickelte dafür eine vereinfachte MHD-Theorie.
Mit Akira Hasegawa erweiterte er die Mima-Hasegawa Gleichung für turbulenten Transport in Plasmen zur Hasegawa-Wakatani-Gleichung (1983) und sie zeigten eine inverse Kaskade im Turbulenzspektrum (das heißt von kleinen zu großen Wellenlängen) und Selbstorganisation von Turbulenz.
1990 wurde er Fellow der American Physical Society. Er war an den japanischen Austausch-Programmen mit den USA zur Fusionstheorie (Joint Institute for Fusion Theory, JIFT) wesentlich beteiligt und gab in diesem Zusammenhang zwei Sammelbände heraus und organisierte viele Workshops.
Er war mit einer Klavierlehrerin verheiratet und hatte drei Töchter.

## Schriften
- Masahiro Wakatani: Stellarator and Heliotron Devices (= International Series of Monographs on Physics. Band 95). Oxford University Press, New York 1998, ISBN 978-0-19-507831-2 (englisch).
- Kyoji Nishikawa, Masahiro Wakatani: Plasma Physics. Springer Berlin Heidelberg, Berlin, Heidelberg 2000, ISBN 978-3-642-08465-2, doi:10.1007/978-3-662-04078-2 (englisch).
- Frances Bauer, Octavio Betancourt, Paul Garabedian, Masahiro Wakatani: The Beta Equilibrium, Stability, and Transport Codes. Elsevier (Academic Press), 1987, ISBN 978-0-12-082815-9, doi:10.1016/B978-0-12-082815-9.X5001-1 (englisch).